# Seznam olympijských medailistů v zápase řecko-římském
Toto je seznam olympijských medailistů v zápase řecko-římském.

## Současné disciplíny

### Bantamová váha
|                       | Limit  | Zlato                                       | Stříbro                                    | Bronz                                  | Bronz                                  |
| --------------------- | ------ | ------------------------------------------- | ------------------------------------------ | -------------------------------------- | -------------------------------------- |
| 1924 Paříž            | −58 kg | Eduard Pütsep · Estonsko (EST)              | Anselm Ahlfors · Finsko (FIN)              | Väinö Ikonen · Finsko (FIN)            | Väinö Ikonen · Finsko (FIN)            |
| 1928 Amsterdam        | −58 kg | Kurt Leucht · Německo (GER)                 | Jindřich Maudr · Československo (TCH)      | Giovanni Gozzi · Itálie (ITA)          | Giovanni Gozzi · Itálie (ITA)          |
| 1932 Los Angeles      | −56 kg | Jakob Brendel · Německo (GER)               | Marcello Nizzola · Itálie (ITA)            | Louis François · Francie (FRA)         | Louis François · Francie (FRA)         |
| 1936 Berlín           | −56 kg | Márton Lõrincz · Maďarsko (HUN)             | Egon Svensson · Švédsko (SWE)              | Jakob Brendel · Německo (GER)          | Jakob Brendel · Německo (GER)          |
| 1948 Londýn           | −57 kg | Kurt Pettersén · Švédsko (SWE)              | Ali Mahmoud Hassan · Egypt (EGY)           | Halil Kaya · Turecko (TUR)             | Halil Kaya · Turecko (TUR)             |
| 1952 Helsinky         | −57 kg | Imre Hódos · Maďarsko (HUN)                 | Zakarijá Šiháb · Libanon (LIB)             | Artem Terjan · Sovětský svaz (URS)     | Artem Terjan · Sovětský svaz (URS)     |
| 1956 Melbourne        | −57 kg | Konstantin Vyrupajev · Sovětský svaz (URS)  | Edvin Vesterby · Švédsko (SWE)             | Francisc Horvat · Rumunsko (ROU)       | Francisc Horvat · Rumunsko (ROU)       |
| 1960 Řím              | −57 kg | Oleg Karavajev · Sovětský svaz (URS)        | Ion Cernea · Rumunsko (ROU)                | Dinko Petrov · Bulharsko (BUL)         | Dinko Petrov · Bulharsko (BUL)         |
| 1964 Tokio            | −57 kg | Masamicu Ičiguči · Japonsko (JPN)           | Vladlen Trostjansky · Sovětský svaz (URS)  | Ion Cernea · Rumunsko (ROU)            | Ion Cernea · Rumunsko (ROU)            |
| 1968 Ciudad de México | −57 kg | János Varga · Maďarsko (HUN)                | Ion Baciu · Rumunsko (ROU)                 | Ivan Kočergin · Sovětský svaz (URS)    | Ivan Kočergin · Sovětský svaz (URS)    |
| 1972 Mnichov          | −57 kg | Rustam Kazakov · Sovětský svaz (URS)        | Hans-Jürgen Veil · Západní Německo (FRG)   | Risto Björlin · Finsko (FIN)           | Risto Björlin · Finsko (FIN)           |
| 1976 Montréal         | −57 kg | Pertti Ukkola · Finsko (FIN)                | Ivan Frgić · Jugoslávie (YUG)              | Farchat Mustafin · Sovětský svaz (URS) | Farchat Mustafin · Sovětský svaz (URS) |
| 1980 Moskva           | −57 kg | Šamil Serikov · Sovětský svaz (URS)         | Józef Lipień · Polsko (POL)                | Benni Ljungbeck · Švédsko (SWE)        | Benni Ljungbeck · Švédsko (SWE)        |
| 1984 Los Angeles      | −57 kg | Pasquale Passarelli · Západní Německo (FRG) | Masaki Etó · Japonsko (JPN)                | Babis Cholidis · Řecko (GRE)           | Babis Cholidis · Řecko (GRE)           |
| 1988 Soul             | −57 kg | András Sike · Maďarsko (HUN)                | Stojan Balov · Bulharsko (BUL)             | Babis Cholidis · Řecko (GRE)           | Babis Cholidis · Řecko (GRE)           |
| 1992 Barcelona        | −57 kg | An Han-Bong · Jižní Korea (KOR)             | Rifat Yildiz · Německo (GER)               | Šeng Ce-tchien · Čína (CHN)            | Šeng Ce-tchien · Čína (CHN)            |
| 1996 Atlanta          | −57 kg | Jurij Melnyčenko · Kazachstán (KAZ)         | Dennis Hall · Spojené státy americké (USA) | Šeng Ce-tchien · Čína (CHN)            | Šeng Ce-tchien · Čína (CHN)            |
| 2000 Sydney           | −58 kg | Armen Nazarjan · Bulharsko (BUL)            | Kim In-Sub · Jižní Korea (KOR)             | Šeng Ce-tchien · Čína (CHN)            | Šeng Ce-tchien · Čína (CHN)            |
| 2004 Athény           | −55 kg | István Majoros · Maďarsko (HUN)             | Hejdar Mammadalijev · Rusko (RUS)          | Artem Kjuregjan · Řecko (GRE)          | Artem Kjuregjan · Řecko (GRE)          |
| 2008 Peking           | −55 kg | Nazir Mankijev · Rusko (RUS)                | Rovšan Bajramov · Ázerbájdžán (AZE)        | Park Eun-Chul · Jižní Korea (KOR)      | Roman Amojan · Arménie (ARM)           |
| 2012 Londýn           | −55 kg | Hamíd Surián · Írán (IRI)                   | Rovšan Bajramov · Ázerbájdžán (AZE)        | Mingijan Semjonov · Rusko (RUS)        | Péter Módos · Maďarsko (HUN)           |
| 2016 Rio de Janeiro   | −59 kg | Ismael Borrero · Kuba (CUB)                 | Šinobu Óta · Japonsko (JPN)                | Elmurat Tasmuradov · Uzbekistán (UZB)  | Stig-André Berge · Norsko (NOR)        |
| 2020 Tokio            | −59 kg | Luis Orta · Kuba (CUB)                      | Ken’ichirō Fumita · Japonsko (JPN)         | Walihan Sailike · Čína (CHN)           | Sergej Jemelin · Sportovci ROV (ROC)   |
| 2024 Paříž            | −60 kg | Keničiro Fumita · Japonsko (JPN)            | Cchao Li-kuo · Čína (CHN)                  | Žolaman Šaršenbekov · Kyrgyzstán (KGZ) | Ri Se Ung · Severní Korea (PRK)        |

### Lehká váha
|                       | Limit    | Zlato                                     | Stříbro                                 | Bronz                                                       | Bronz                                                       |
| --------------------- | -------- | ----------------------------------------- | --------------------------------------- | ----------------------------------------------------------- | ----------------------------------------------------------- |
| 1908 Londýn           | −66,6 kg | Enrico Porro · Itálie (ITA)               | Nikolaj Orlov · Rusko (RUS)             | Arvid Lindén · Finsko (FIN)                                 | Arvid Lindén · Finsko (FIN)                                 |
| 1912 Stockholm        | −67,5 kg | Emil Väre · Finsko (FIN)                  | Gustaf Malmström · Švédsko (SWE)        | Edvin Mattiasson · Švédsko (SWE)                            | Edvin Mattiasson · Švédsko (SWE)                            |
| 1920 Antverpy         | −67,5 kg | Emil Väre · Finsko (FIN)                  | Taavi Tamminen · Finsko (FIN)           | Frithjof Andersen · Norsko (NOR)                            | Frithjof Andersen · Norsko (NOR)                            |
| 1924 Paříž            | −67,5 kg | Oskari Friman · Finsko (FIN)              | Lajos Keresztes · Maďarsko (HUN)        | Källe Westerlund · Finsko (FIN)                             | Källe Westerlund · Finsko (FIN)                             |
| 1928 Amsterdam        | −67,5 kg | Lajos Keresztes · Maďarsko (HUN)          | Eduard Sperling · Německo (GER)         | Edvard Westerlund · Finsko (FIN)                            | Edvard Westerlund · Finsko (FIN)                            |
| 1932 Los Angeles      | −66 kg   | Erik Malmberg · Švédsko (SWE)             | Abraham Kurland · Dánsko (DEN)          | Eduard Sperling · Německo (GER)                             | Eduard Sperling · Německo (GER)                             |
| 1936 Berlín           | −66 kg   | Lauri Koskela · Finsko (FIN)              | Jozef Herda · Československo (TCH)      | Voldemar Väli · Estonsko (EST)                              | Voldemar Väli · Estonsko (EST)                              |
| 1948 Londýn           | −67 kg   | Gustav Freij · Švédsko (SWE)              | Aage Eriksen · Norsko (NOR)             | Károly Ferencz · Maďarsko (HUN)                             | Károly Ferencz · Maďarsko (HUN)                             |
| 1952 Helsinky         | −67 kg   | Šazam Safin · Sovětský svaz (URS)         | Gustav Freij · Švédsko (SWE)            | Mikuláš Athanasov · Československo (TCH)                    | Mikuláš Athanasov · Československo (TCH)                    |
| 1956 Melbourne        | −67 kg   | Kyösti Lehtonen · Finsko (FIN)            | Rıza Doğan · Turecko (TUR)              | Gyula Tóth · Maďarsko (HUN)                                 | Gyula Tóth · Maďarsko (HUN)                                 |
| 1960 Řím              | −67 kg   | Avtandil Koridze · Sovětský svaz (URS)    | Branislav Martinović · Jugoslávie (YUG) | Gustav Freij · Švédsko (SWE)                                | Gustav Freij · Švédsko (SWE)                                |
| 1964 Tokio            | −70 kg   | Kazım Ayvaz · Turecko (TUR)               | Valeriu Bularca · Rumunsko (ROU)        | David Gvantseladze · Sovětský svaz (URS)                    | David Gvantseladze · Sovětský svaz (URS)                    |
| 1968 Ciudad de México | −70 kg   | Munedži Munemura · Japonsko (JPN)         | Stevan Horvat · Jugoslávie (YUG)        | Petros Galaktopulos · Řecko (GRE)                           | Petros Galaktopulos · Řecko (GRE)                           |
| 1972 Mnichov          | −68 kg   | Šamil Chisamutdinov · Sovětský svaz (URS) | Stojan Apostolov · Bulharsko (BUL)      | Gian-Matteo Ranzi · Itálie (ITA)                            | Gian-Matteo Ranzi · Itálie (ITA)                            |
| 1976 Montréal         | −68 kg   | Suren Nalbandjan · Sovětský svaz (URS)    | Ștefan Rusu · Rumunsko (ROU)            | Heinz-Helmut Wehling · Německá demokratická republika (GDR) | Heinz-Helmut Wehling · Německá demokratická republika (GDR) |
| 1980 Moskva           | −68 kg   | Ștefan Rusu · Rumunsko (ROU)              | Andrzej Supron · Polsko (POL)           | Lars-Erik Skiöld · Švédsko (SWE)                            | Lars-Erik Skiöld · Švédsko (SWE)                            |
| 1984 Los Angeles      | −68 kg   | Vlado Lisjak · Jugoslávie (YUG)           | Tapio Sipilä · Finsko (FIN)             | James Martinez · Spojené státy americké (USA)               | James Martinez · Spojené státy americké (USA)               |
| 1988 Soul             | −68 kg   | Levon Džulfalakjan · Sovětský svaz (URS)  | Kim Song-mun · Jižní Korea (KOR)        | Tapio Sipilä · Finsko (FIN)                                 | Tapio Sipilä · Finsko (FIN)                                 |
| 1992 Barcelona        | −68 kg   | Attila Repka · Maďarsko (HUN)             | Islam Dugučijev · Sjednocený tým (EUN)  | Rodney Smith · Spojené státy americké (USA)                 | Rodney Smith · Spojené státy americké (USA)                 |
| 1996 Atlanta          | −68 kg   | Ryszard Wolny · Polsko (POL)              | Ghani Yalouz · Francie (FRA)            | Alexandr Treťjakov · Rusko (RUS)                            | Alexandr Treťjakov · Rusko (RUS)                            |
| 2000 Sydney           | −69 kg   | Filiberto Azcuy · Kuba (CUB)              | Kacuhiko Nagata · Japonsko (JPN)        | Alexej Gluškov · Rusko (RUS)                                | Alexej Gluškov · Rusko (RUS)                                |
| 2004 Athény           | −66 kg   | Farid Mansurov · Ázerbájdžán (AZE)        | Şeref Eroğlu · Turecko (TUR)            | Mkhitar Manukyan · Kazachstán (KAZ)                         | Mkhitar Manukyan · Kazachstán (KAZ)                         |
| 2008 Peking           | −66 kg   | Steeve Guénot · Francie (FRA)             | Kanatbek Begaliev · Kyrgyzstán (KGZ)    | Armen Vardanjan · Ukrajina (UKR)                            | Michail Siamionau · Bělorusko (BLR)                         |
| 2012 Londýn           | −66 kg   | Kim Hjon-u · Jižní Korea (KOR)            | Tamás Lőrincz · Maďarsko (HUN)          | Steeve Guénot · Francie (FRA)                               | Manuchar Tskhadaia · Gruzie (GEO)                           |
| 2016 Rio de Janeiro   | −66 kg   | Davor Štefanek · Srbsko (SRB)             | Miran Arutjunjan · Arménie (ARM)        | Šmagi Bolkvadze · Gruzie (GEO)                              | Rasul Čunajev · Ázerbájdžán (AZE)                           |
| 2020 Tokio            | −67 kg   | Rezá Geráí · Írán (IRI)                   | Parviz Nasibov · Ukrajina (UKR)         | Frank Stäbler · Německo (GER)                               | Mohamed Ibrahim El-Sayed · Egypt (EGY)                      |
| 2024 Paříž            | −67 kg   | Saeid Esmaeli Leivesi · Írán (IRI)        | Parviz Nasibov · Ukrajina (UKR)         | Hasrat Jafarov · Ázerbájdžán (AZE)                          | Luis Orta · Kuba (CUB)                                      |

### Velterová váha
|                       | Limit  | Zlato                                                | Stříbro                                              | Bronz                                      | Bronz                                      |
| --------------------- | ------ | ---------------------------------------------------- | ---------------------------------------------------- | ------------------------------------------ | ------------------------------------------ |
| 1932 Los Angeles      | −72 kg | Ivar Johansson · Švédsko (SWE)                       | Väinö Kajander · Finsko (FIN)                        | Ercole Gallegati · Itálie (ITA)            | Ercole Gallegati · Itálie (ITA)            |
| 1936 Berlín           | −72 kg | Rudolf Svedberg · Švédsko (SWE)                      | Fritz Schäfer · Německo (GER)                        | Eino Virtanen · Finsko (FIN)               | Eino Virtanen · Finsko (FIN)               |
| 1948 Londýn           | −73 kg | Gösta Andersson · Švédsko (SWE)                      | Miklós Szilvási · Maďarsko (HUN)                     | Henrik Hansen · Dánsko (DEN)               | Henrik Hansen · Dánsko (DEN)               |
| 1952 Helsinky         | −73 kg | Miklós Szilvási · Maďarsko (HUN)                     | Gösta Andersson · Švédsko (SWE)                      | Chalil Taha · Libanon (LIB)                | Chalil Taha · Libanon (LIB)                |
| 1956 Melbourne        | −73 kg | Mithat Bayrak · Turecko (TUR)                        | Vladimir Manejev · Sovětský svaz (URS)               | Per Berlín · Švédsko (SWE)                 | Per Berlín · Švédsko (SWE)                 |
| 1960 Řím              | −73 kg | Mithat Bayrak · Turecko (TUR)                        | Günter Maritschnigg · Tým sjednoceného Německa (EUA) | René Schiermeyer · Francie (FRA)           | René Schiermeyer · Francie (FRA)           |
| 1964 Tokio            | −78 kg | Anatolij Kolesov · Sovětský svaz (URS)               | Kiril Petkov · Bulharsko (BUL)                       | Bertil Nystrom · Švédsko (SWE)             | Bertil Nystrom · Švédsko (SWE)             |
| 1968 Ciudad de México | −78 kg | Rudolf Vesper · Německá demokratická republika (GDR) | Daniel Robin · Francie (FRA)                         | Károly Bajkó · Maďarsko (HUN)              | Károly Bajkó · Maďarsko (HUN)              |
| 1972 Mnichov          | −74 kg | Vítězslav Mácha · Československo (TCH)               | Petros Galaktopulos · Řecko (GRE)                    | Jan Karlsson · Švédsko (SWE)               | Jan Karlsson · Švédsko (SWE)               |
| 1976 Montréal         | −74 kg | Anatolij Bykov · Sovětský svaz (URS)                 | Vítězslav Mácha · Československo (TCH)               | Karl-Heinz Helbing · Západní Německo (FRG) | Karl-Heinz Helbing · Západní Německo (FRG) |
| 1980 Moskva           | −74 kg | Ferenc Kocsis · Maďarsko (HUN)                       | Anatolij Bykov · Sovětský svaz (URS)                 | Mikko Huhtala · Finsko (FIN)               | Mikko Huhtala · Finsko (FIN)               |
| 1984 Los Angeles      | −74 kg | Jouko Salomäki · Finsko (FIN)                        | Roger Tallroth · Švédsko (SWE)                       | Ștefan Rusu · Rumunsko (ROU)               | Ștefan Rusu · Rumunsko (ROU)               |
| 1988 Soul             | −74 kg | Kim Jong-nam · Jižní Korea (KOR)                     | Daulet Turlychanov · Sovětský svaz (URS)             | Józef Tracz · Polsko (POL)                 | Józef Tracz · Polsko (POL)                 |
| 1992 Barcelona        | −74 kg | Mnacakan Iskandarjan · Sjednocený tým (EUN)          | Józef Tracz · Polsko (POL)                           | Torbjörn Kornbakk · Švédsko (SWE)          | Torbjörn Kornbakk · Švédsko (SWE)          |
| 1996 Atlanta          | −74 kg | Filiberto Azcuy · Kuba (CUB)                         | Marko Asell · Finsko (FIN)                           | Józef Tracz · Polsko (POL)                 | Józef Tracz · Polsko (POL)                 |
| 2000 Sydney           | −76 kg | Murat Kardanov · Rusko (RUS)                         | Matt Lindland · Spojené státy americké (USA)         | Marko Yli-Hannuksela · Finsko (FIN)        | Marko Yli-Hannuksela · Finsko (FIN)        |
| 2004 Athény           | −74 kg | Aleksandre Dochturišvili · Uzbekistán (UZB)          | Marko Yli-Hannuksela · Finsko (FIN)                  | Varteres Samurgašev · Rusko (RUS)          | Varteres Samurgašev · Rusko (RUS)          |
| 2008 Peking           | −74 kg | Manučar Kvirkvelija · Gruzie (GEO)                   | Chang Yongxiang · Čína (CHN)                         | Javor Janakiev · Bulharsko (BUL)           | Christophe Guenot · Francie (FRA)          |
| 2012 Peking           | −74 kg | Roman Vlasov · Rusko (RUS)                           | Arsen Julfalakyan · Arménie (ARM)                    | Emin Ahmadov · Ázerbájdžán (AZE)           | Aleksandr Kazakevič · Litva (LTU)          |
| 2016 Rio de Janeiro   | −74 kg | Roman Vlasov · Rusko (RUS)                           | Mark Madsen · Dánsko (DEN)                           | Kim Hjon-u · Jižní Korea (KOR)             | Saíd Abdeválí · Írán (IRI)                 |
| 2020 Tokio            | −77 kg | Tamás Lőrincz · Maďarsko (HUN)                       | Akžol Machmudov · Kyrgyzstán (KGZ)                   | Shohei Yabiku · Japonsko (JPN)             | Rafig Husejnov · Ázerbájdžán (AZE)         |
| 2024 Paříž            | −77 kg | Nao Kusaka · Japonsko (JPN)                          | Demeu Žadrajev · Kazachstán (KAZ)                    | Malchas Amojan · Arménie (ARM)             | Akžol Machmudov · Kyrgyzstán (KGZ)         |

### Střední váha
|                       | Limit  | Zlato                                              | Stříbro                                      | Bronz                                        | Bronz                                        |
| --------------------- | ------ | -------------------------------------------------- | -------------------------------------------- | -------------------------------------------- | -------------------------------------------- |
| 1908 Londýn           | −73 kg | Frithiof Mårtensson · Švédsko (SWE)                | Mauritz Andersson · Švédsko (SWE)            | Anders Andersen · Dánsko (DEN)               | Anders Andersen · Dánsko (DEN)               |
| 1912 Stockholm        | −75 kg | Claes Johansson · Švédsko (SWE)                    | Martin Klein · Rusko (RUS)                   | Alfred Asikainen · Finsko (FIN)              | Alfred Asikainen · Finsko (FIN)              |
| 1920 Antverpy         | −75 kg | Carl Westergren · Švédsko (SWE)                    | Arthur Lindfors · Finsko (FIN)               | Matti Perttilä · Finsko (FIN)                | Matti Perttilä · Finsko (FIN)                |
| 1924 Paříž            | −75 kg | Edvard Westerlund · Finsko (FIN)                   | Arthur Lindfors · Finsko (FIN)               | Roman Steinberg · Estonsko (EST)             | Roman Steinberg · Estonsko (EST)             |
| 1928 Amsterdam        | −75 kg | Väinö Kokkinen · Finsko (FIN)                      | László Papp · Maďarsko (HUN)                 | Albert Kusnets · Estonsko (EST)              | Albert Kusnets · Estonsko (EST)              |
| 1932 Los Angeles      | −79 kg | Väinö Kokkinen · Finsko (FIN)                      | Jean Földeák · Německo (GER)                 | Axel Cadier · Švédsko (SWE)                  | Axel Cadier · Švédsko (SWE)                  |
| 1936 Berlín           | −79 kg | Ivar Johansson · Švédsko (SWE)                     | Ludwig Schweickert · Německo (GER)           | József Palotás · Maďarsko (HUN)              | József Palotás · Maďarsko (HUN)              |
| 1948 Londýn           | −79 kg | Axel Grönberg · Švédsko (SWE)                      | Muhlis Tayfur · Turecko (TUR)                | Ercole Gallegati · Itálie (ITA)              | Ercole Gallegati · Itálie (ITA)              |
| 1952 Helsinky         | −79 kg | Axel Grönberg · Švédsko (SWE)                      | Kalervo Rauhala · Finsko (FIN)               | Nikolay Belov · Sovětský svaz (URS)          | Nikolay Belov · Sovětský svaz (URS)          |
| 1956 Melbourne        | −79 kg | Givi Kartozija · Sovětský svaz (URS)               | Dimitar Dobrev · Bulharsko (BUL)             | Rune Jansson · Švédsko (SWE)                 | Rune Jansson · Švédsko (SWE)                 |
| 1960 Řím              | −79 kg | Dimitar Dobrev · Bulharsko (BUL)                   | Lothar Metz · Tým sjednoceného Německa (EUA) | Ion Taranu · Rumunsko (ROU)                  | Ion Taranu · Rumunsko (ROU)                  |
| 1964 Tokio            | −87 kg | Branislav Simić · Jugoslávie (YUG)                 | Jiří Kormaník · Československo (TCH)         | Lothar Metz · Tým sjednoceného Německa (EUA) | Lothar Metz · Tým sjednoceného Německa (EUA) |
| 1968 Ciudad de México | −87 kg | Lothar Metz · Německá demokratická republika (GDR) | Valentin Olejnik · Sovětský svaz (URS)       | Branislav Simić · Jugoslávie (YUG)           | Branislav Simić · Jugoslávie (YUG)           |
| 1972 Mnichov          | −82 kg | Csaba Hegedűs · Maďarsko (HUN)                     | Anatolij Nazarenko · Sovětský svaz (URS)     | Milan Nenadić · Jugoslávie (YUG)             | Milan Nenadić · Jugoslávie (YUG)             |
| 1976 Montréal         | −82 kg | Momir Petković · Jugoslávie (YUG)                  | Vladimir Čeboksarov · Sovětský svaz (URS)    | Ivan Kolev · Bulharsko (BUL)                 | Ivan Kolev · Bulharsko (BUL)                 |
| 1980 Moskva           | −82 kg | Gennadij Korban · Sovětský svaz (URS)              | Jan Dołgowicz · Polsko (POL)                 | Pavel Pavlov · Bulharsko (BUL)               | Pavel Pavlov · Bulharsko (BUL)               |
| 1984 Los Angeles      | −82 kg | Ion Draica · Rumunsko (ROU)                        | Dimitrios Thanopoulos · Řecko (GRE)          | Sören Claeson · Švédsko (SWE)                | Sören Claeson · Švédsko (SWE)                |
| 1988 Soul             | −82 kg | Michail Mamiašvili · Sovětský svaz (URS)           | Tibor Komáromi · Maďarsko (HUN)              | Kim Sang-kju · Jižní Korea (KOR)             | Kim Sang-kju · Jižní Korea (KOR)             |
| 1992 Barcelona        | −82 kg | Péter Farkas · Maďarsko (HUN)                      | Piotr Stępień · Polsko (POL)                 | Daulet Turlychanov · Sjednocený tým (EUN)    | Daulet Turlychanov · Sjednocený tým (EUN)    |
| 1996 Atlanta          | −82 kg | Hamza Yerlikaya · Turecko (TUR)                    | Thomas Zander · Německo (GER)                | Valerij Cilent · Bělorusko (BLR)             | Valerij Cilent · Bělorusko (BLR)             |
| 2000 Sydney           | −85 kg | Hamza Yerlikaya · Turecko (TUR)                    | Sándor Bárdosi · Maďarsko (HUN)              | Muchran Vachtangadze · Gruzie (GEO)          | Muchran Vachtangadze · Gruzie (GEO)          |
| 2004 Athény           | −84 kg | Alexej Mišin · Rusko (RUS)                         | Ara Abra'amjan · Švédsko (SWE)               | Viachaslau Makaranka · Bělorusko (BLR)       | Viachaslau Makaranka · Bělorusko (BLR)       |
| 2008 Peking           | −84 kg | Andrea Minguzzi · Itálie (ITA)                     | Zoltán Fodor · Maďarsko (HUN)                | Nazmi Avluca · Turecko (TUR)                 | Nazmi Avluca · Turecko (TUR)                 |
| 2012 Londýn           | −84 kg | Alan Čugajev · Rusko (RUS)                         | Karam Gaber · Egypt (EGY)                    | Daniyal Gadzhiyev · Kazachstán (KAZ)         | Damian Janikowski · Polsko (POL)             |
| 2016 Rio de Janeiro   | −84 kg | Davit Čakvetadze · Rusko (RUS)                     | Žan Beleňuk · Ukrajina (UKR)                 | Džavid Gamzatov · Bělorusko (BLR)            | Denis Kudla · Německo (GER)                  |
| 2020 Tokio            | −87 kg | Žan Beleňuk · Ukrajina (UKR)                       | Viktor Lőrincz · Maďarsko (HUN)              | Denis Kudla · Německo (GER)                  | Zurab Datunašvili · Srbsko (SRB)             |
| 2024 Paříž            | −87 kg | Semen Novikov · Bulharsko (BUL)                    | Alireza Mohmadi · Írán (IRI)                 | Žan Beleňuk · Ukrajina (UKR)                 | Turpal Bisultanov · Dánsko (DEN)             |

### Těžká váha
|                       | Limit    | Zlato                                    | Stříbro                                            | Bronz                                              | Bronz                                              |
| --------------------- | -------- | ---------------------------------------- | -------------------------------------------------- | -------------------------------------------------- | -------------------------------------------------- |
| 1912 Stockholm        | +82,5 kg | Yrjö Saarela · Finsko (FIN)              | Johan Olin · Finsko (FIN)                          | Søren Marinus Jensen · Dánsko (DEN)                | Søren Marinus Jensen · Dánsko (DEN)                |
| 1920 Antverpy         | +82,5 kg | Adolf Lindfors · Finsko (FIN)            | Poul Hansen · Dánsko (DEN)                         | Martti Nieminen · Finsko (FIN)                     | Martti Nieminen · Finsko (FIN)                     |
| 1924 Paříž            | +82,5 kg | Henri Deglane · Francie (FRA)            | Edil Rosenqvist · Finsko (FIN)                     | Rajmund Badó · Maďarsko (HUN)                      | Rajmund Badó · Maďarsko (HUN)                      |
| 1928 Amsterdam        | +82,5 kg | Rudolf Svensson · Švédsko (SWE)          | Hjalmar Nyström · Finsko (FIN)                     | Georg Gehring · Německo (GER)                      | Georg Gehring · Německo (GER)                      |
| 1932 Los Angeles      | +87 kg   | Carl Westergren · Švédsko (SWE)          | Josef Urban · Československo (TCH)                 | Nikolaus Hirschl · Rakousko (AUT)                  | Nikolaus Hirschl · Rakousko (AUT)                  |
| 1936 Berlín           | +87 kg   | Kristjan Palusalu · Estonsko (EST)       | John Nyman · Švédsko (SWE)                         | Kurt Hornfischer · Německo (GER)                   | Kurt Hornfischer · Německo (GER)                   |
| 1948 Londýn           | +87 kg   | Ahmet Kireççi · Turecko (TUR)            | Tor Nilsson · Švédsko (SWE)                        | Guido Fantoni · Itálie (ITA)                       | Guido Fantoni · Itálie (ITA)                       |
| 1952 Helsinky         | +87 kg   | Johannes Kotkas · Sovětský svaz (URS)    | Josef Růžička · Československo (TCH)               | Tauno Kovanen · Finsko (FIN)                       | Tauno Kovanen · Finsko (FIN)                       |
| 1956 Melbourne        | +87 kg   | Anatolij Parfjonov · Sovětský svaz (URS) | Wilfried Dietrich · Tým sjednoceného Německa (EUA) | Adelmo Bulgarelli · Itálie (ITA)                   | Adelmo Bulgarelli · Itálie (ITA)                   |
| 1960 Řím              | +87 kg   | Ivan Bogdan · Sovětský svaz (URS)        | Wilfried Dietrich · Tým sjednoceného Německa (EUA) | Bohumil Kubát · Československo (TCH)               | Bohumil Kubát · Československo (TCH)               |
| 1964 Tokio            | +97 kg   | István Kozma · Maďarsko (HUN)            | Anatolij Roščin · Sovětský svaz (URS)              | Wilfried Dietrich · Tým sjednoceného Německa (EUA) | Wilfried Dietrich · Tým sjednoceného Německa (EUA) |
| 1968 Ciudad de México | +97 kg   | István Kozma · Maďarsko (HUN)            | Anatolij Roščin · Sovětský svaz (URS)              | Petr Kment · Československo (TCH)                  | Petr Kment · Československo (TCH)                  |
| 1972 Mnichov          | −100 kg  | Nicolae Martinescu · Rumunsko (ROU)      | Nikolaj Jakovenko · Sovětský svaz (URS)            | Ferenc Kiss · Maďarsko (HUN)                       | Ferenc Kiss · Maďarsko (HUN)                       |
| 1976 Montréal         | −100 kg  | Nikolaj Balbošin · Sovětský svaz (URS)   | Kamen Goranov · Bulharsko (BUL)                    | Andrzej Skrzydlewski · Polsko (POL)                | Andrzej Skrzydlewski · Polsko (POL)                |
| 1980 Moskva           | −100 kg  | Georgi Rajkov · Bulharsko (BUL)          | Roman Bierła · Polsko (POL)                        | Vasile Andrei · Rumunsko (ROU)                     | Vasile Andrei · Rumunsko (ROU)                     |
| 1984 Los Angeles      | −100 kg  | Vasile Andrei · Rumunsko (ROU)           | Greg Gibson · Spojené státy americké (USA)         | Jožef Tertei · Jugoslávie (YUG)                    | Jožef Tertei · Jugoslávie (YUG)                    |
| 1988 Soul             | −100 kg  | Andrzej Wroński · Polsko (POL)           | Gerhard Himmel · Západní Německo (FRG)             | Dennis Koslowski · Spojené státy americké (USA)    | Dennis Koslowski · Spojené státy americké (USA)    |
| 1992 Barcelona        | −100 kg  | Héctor Milián · Kuba (CUB)               | Dennis Koslowski · Spojené státy americké (USA)    | Sergej Děmjaškevič · Sjednocený tým (EUN)          | Sergej Děmjaškevič · Sjednocený tým (EUN)          |
| 1996 Atlanta          | −100 kg  | Andrzej Wroński · Polsko (POL)           | Sergej Lištvan · Bělorusko (BLR)                   | Mikael Ljungberg · Švédsko (SWE)                   | Mikael Ljungberg · Švédsko (SWE)                   |
| 2000 Sydney           | –97 kg   | Mikael Ljungberg · Švédsko (SWE)         | Davit Saldadze · Ukrajina (UKR)                    | Garrett Lowney · Spojené státy americké (USA)      | Garrett Lowney · Spojené státy americké (USA)      |
| 2004 Athény           | –96 kg   | Karam Gaber · Egypt (EGY)                | Ramaz Nozadze · Gruzie (GEO)                       | Mehmet Özal · Turecko (TUR)                        | Mehmet Özal · Turecko (TUR)                        |
| 2008 Peking           | –96 kg   | Aslanbek Chuštov · Rusko (RUS)           | Mirko Englich · Německo (GER)                      | Adam Wheeler · Spojené státy americké (USA)        | Asset Mambetov · Kazachstán (KAZ)                  |
| 2012 Peking           | –96 kg   | Gásem Rezáí · Írán (IRI)                 | Rustam Totrov · Rusko (RUS)                        | Artur Aleksanjan · Arménie (ARM)                   | Jimmy Lidberg · Švédsko (SWE)                      |
| 2016 Rio de Janeiro   | –96 kg   | Artur Aleksanjan · Arménie (ARM)         | Yasmany Lug · Kuba (CUB)                           | Cenk İldem · Turecko (TUR)                         | Qásem Rezájí · Írán (IRI)                          |
| 2020 Tokio            | –97 kg   | Musa Jovlojev · Sportovci ROV (ROC)      | Artur Aleksanjan · Arménie (ARM)                   | Tadeusz Michalik · Polsko (POL)                    | Mohammad Hadi Saravi · Írán (IRI)                  |
| 2024 Paříž            | −97 kg   | Mohammad Hadi Saráví · Írán (IRI)        | Artur Aleksanjan · Arménie (ARM)                   | Gabriel Rosillo · Kuba (CUB)                       | Uzur Džuzupbekov · Kyrgyzstán (KGZ)                |

### Supertěžká váha
|                     | Limit                           | Zlato                                        | Stříbro                                      | Bronz                                        | Bronz                                        |
| ------------------- | ------------------------------- | -------------------------------------------- | -------------------------------------------- | -------------------------------------------- | -------------------------------------------- |
| 1908 Londýn         | +93 kg                          | Richárd Weisz · Maďarsko (HUN)               | Aleksandr Petrov · Rusko (RUS)               | Søren Marinus Jensen · Dánsko (DEN)          | Søren Marinus Jensen · Dánsko (DEN)          |
| 1912–1968           | nebyla zařazena do programu Her | nebyla zařazena do programu Her              | nebyla zařazena do programu Her              | nebyla zařazena do programu Her              | nebyla zařazena do programu Her              |
| 1972 Mnichov        | +100 kg                         | Anatolij Roščin · Sovětský svaz (URS)        | Aleksandar Tomov · Bulharsko (BUL)           | Victor Dolipschi · Rumunsko (ROU)            | Victor Dolipschi · Rumunsko (ROU)            |
| 1976 Montréal       | +100 kg                         | Oleksandr Kolčynskyj · Sovětský svaz (URS)   | Aleksandar Tomov · Bulharsko (BUL)           | Roman Codreanu · Rumunsko (ROU)              | Roman Codreanu · Rumunsko (ROU)              |
| 1980 Moskva         | +100 kg                         | Oleksandr Kolčynskyj · Sovětský svaz (URS)   | Aleksandar Tomov · Bulharsko (BUL)           | Hassan Bechara · Libanon (LIB)               | Hassan Bechara · Libanon (LIB)               |
| 1984 Los Angeles    | +100 kg                         | Jeff Blatnick · Spojené státy americké (USA) | Refik Memišević · Jugoslávie (YUG)           | Victor Dolipschi · Rumunsko (ROU)            | Victor Dolipschi · Rumunsko (ROU)            |
| 1988 Soul           | −130 kg                         | Alexandr Karelin · Sovětský svaz (URS)       | Rangel Gerovski · Bulharsko (BUL)            | Tomas Johansson · Švédsko (SWE)              | Tomas Johansson · Švédsko (SWE)              |
| 1992 Barcelona      | −130 kg                         | Alexandr Karelin · Sjednocený tým (EUN)      | Tomas Johansson · Švédsko (SWE)              | Ioan Grigoraș · Rumunsko (ROU)               | Ioan Grigoraș · Rumunsko (ROU)               |
| 1996 Atlanta        | −130 kg                         | Alexandr Karelin · Rusko (RUS)               | Matt Ghaffari · Spojené státy americké (USA) | Sergej Murejko · Moldavsko (MDA)             | Sergej Murejko · Moldavsko (MDA)             |
| 2000 Sydney         | −130 kg                         | Rulon Gardner · Spojené státy americké (USA) | Alexandr Karelin · Rusko (RUS)               | Dmitrij Děbelka · Bělorusko (BLR)            | Dmitrij Děbelka · Bělorusko (BLR)            |
| 2004 Athény         | −120 kg                         | Chasan Barojev · Rusko (RUS)                 | Giorgi Curcumija · Kazachstán (KAZ)          | Rulon Gardner · Spojené státy americké (USA) | Rulon Gardner · Spojené státy americké (USA) |
| 2008 Peking         | −120 kg                         | Mijaín López · Kuba (CUB)                    | Chasan Barojev · Rusko (RUS)                 | Mindaugas Mizgaitis · Litva (LTU)            | Jurij Patrikejev · Arménie (ARM)             |
| 2012 Londýn         | −120 kg                         | Mijaín López · Kuba (CUB)                    | Heiki Nabi · Estonsko (EST)                  | Johan Eurén · Švédsko (SWE)                  | Rıza Kaya'alp · Turecko (TUR)                |
| 2016 Rio de Janeiro | −120 kg                         | Mijaín López · Kuba (CUB)                    | Rıza Kaya'alp · Turecko (TUR)                | Sabáh Šaríatí · Ázerbájdžán (AZE)            | Sergej Semjonov · Rusko (RUS)                |
| 2020 Tokio          | −130 kg                         | Mijaín López · Kuba (CUB)                    | Ijakob Kadžaija · Gruzie (GEO)               | Rıza Kaya'alp · Turecko (TUR)                | Sergej Semjonov · Sportovci ROV (ROC)        |
| 2024 Paříž          | −130 kg                         | Mijaín López · Kuba (CUB)                    | Yasmani Acosta · Chile (CHI)                 | Amin Mirzazadeh · Írán (IRI)                 | Meng Ling-če · Čína (CHN)                    |

## Zrušené disciplíny

### Papírová váha
|                  | Limit  | Zlato                                     | Stříbro                                | Bronz                            |
| ---------------- | ------ | ----------------------------------------- | -------------------------------------- | -------------------------------- |
| 1972 Mnichov     | –48 kg | Gheorghe Berceanu · Rumunsko (ROU)        | Rahim Ali-Abadi · Írán (IRI)           | Stefan Angelov · Bulharsko (BUL) |
| 1976 Montréal    | –48 kg | Alexej Šumakov · Sovětský svaz (URS)      | Gheorghe Berceanu · Rumunsko (ROU)     | Stefan Angelov · Bulharsko (BUL) |
| 1980 Moskva      | –48 kg | Žaksilik Uškempirov · Sovětský svaz (URS) | Constantin Alexandru · Rumunsko (ROU)  | Ferenc Seres · Maďarsko (HUN)    |
| 1984 Los Angeles | –48 kg | Vincenzo Maenza · Itálie (ITA)            | Markus Scherer · Západní Německo (FRG) | Ikuzó Saitó · Japonsko (JPN)     |
| 1988 Soul        | –48 kg | Vincenzo Maenza · Itálie (ITA)            | Andrzej Głąb · Polsko (POL)            | Bratan Cenov · Bulharsko (BUL)   |
| 1992 Barcelona   | –48 kg | Oleh Kučerenko · Sjednocený tým (EUN)     | Vincenzo Maenza · Itálie (ITA)         | Wilber Sánchez · Kuba (CUB)      |
| 1996 Atlanta     | –48 kg | Sim Kwon-ho · Jižní Korea (KOR)           | Aleksandr Pavlov · Bělorusko (BLR)     | Zafar Guliyev · Rusko (RUS)      |

### Muší váha
|                       | Limit  | Zlato                                      | Stříbro                                        | Bronz                                 |
| --------------------- | ------ | ------------------------------------------ | ---------------------------------------------- | ------------------------------------- |
| 1948 Londýn           | −52 kg | Pietro Lombardi · Itálie (ITA)             | Kenan Olcay · Turecko (TUR)                    | Reino Kangasmäki · Finsko (FIN)       |
| 1952 Helsinky         | −52 kg | Boris Gurevič · Sovětský svaz (URS)        | Ignazio Fabra · Itálie (ITA)                   | Leo Honkala · Finsko (FIN)            |
| 1956 Melbourne        | −52 kg | Nikolaj Solovjov · Sovětský svaz (URS)     | Ignazio Fabra · Itálie (ITA)                   | Dursun Ali Erbaş · Turecko (TUR)      |
| 1960 Řím              | −52 kg | Dumitru Pârvulescu · Rumunsko (ROU)        | Osman Sayed · Egypt (EGY)                      | Mohammad Paziráí · Írán (IRI)         |
| 1964 Tokio            | −52 kg | Cutomu Hanahara · Japonsko (JPN)           | Angel Kerezov · Bulharsko (BUL)                | Dumitru Pârvulescu · Rumunsko (ROU)   |
| 1968 Ciudad de México | −52 kg | Petar Kirov · Bulharsko (BUL)              | Vladimir Bakulin · Sovětský svaz (URS)         | Miroslav Zeman · Československo (TCH) |
| 1972 Mnichov          | −52 kg | Petar Kirov · Bulharsko (BUL)              | Kóičiró Hirajama · Japonsko (JPN)              | Giuseppe Bognanni · Itálie (ITA)      |
| 1976 Montréal         | −52 kg | Vitalij Konstantinov · Sovětský svaz (URS) | Nicu Gângă · Rumunsko (ROU)                    | Kóičiró Hirajama · Japonsko (JPN)     |
| 1980 Moskva           | −52 kg | Vachtang Blagidze · Sovětský svaz (URS)    | Lajos Rácz · Maďarsko (HUN)                    | Mladen Mladenov · Bulharsko (BUL)     |
| 1984 Los Angeles      | −52 kg | Acudži Mijahara · Japonsko (JPN)           | Daniel Aceves · Mexiko (MEX)                   | Pang Te-du · Jižní Korea (KOR)        |
| 1988 Soul             | −52 kg | Jon Rønningen · Norsko (NOR)               | Acudži Mijahara · Japonsko (JPN)               | I Če-sok · Jižní Korea (KOR)          |
| 1992 Barcelona        | −52 kg | Jon Rønningen · Norsko (NOR)               | Alfred Ter-Mkrtčjan · Sjednocený tým (EUN)     | Min Kyung-Gab · Jižní Korea (KOR)     |
| 1996 Atlanta          | −52 kg | Armen Nazarjan · Arménie (ARM)             | Brandon Paulson · Spojené státy americké (USA) | Andrij Kalašnikov · Ukrajina (UKR)    |
| 2000 Sydney           | −54 kg | Sim Kwon-ho · Jižní Korea (KOR)            | Lázaro Rivas · Kuba (CUB)                      | Kang Yong-Gyun · Severní Korea (PRK)  |

### Pérová váha
|                       | Limit  | Zlato                                   | Stříbro                                                     | Bronz                                      | Bronz                                      |
| --------------------- | ------ | --------------------------------------- | ----------------------------------------------------------- | ------------------------------------------ | ------------------------------------------ |
| 1912 Stockholm        | −60 kg | Kaarlo Koskelo · Finsko (FIN)           | Georg Gerstäcker · Německo (GER)                            | Otto Lasanen · Finsko (FIN)                | Otto Lasanen · Finsko (FIN)                |
| 1920 Antverpy         | −60 kg | Oskari Friman · Finsko (FIN)            | Heikki Kähkönen · Finsko (FIN)                              | Fritiof Svensson · Švédsko (SWE)           | Fritiof Svensson · Švédsko (SWE)           |
| 1924 Paříž            | −62 kg | Kalle Anttila · Finsko (FIN)            | Aleksanteri Toivola · Finsko (FIN)                          | Erik Malmberg · Švédsko (SWE)              | Erik Malmberg · Švédsko (SWE)              |
| 1928 Amsterdam        | −62 kg | Voldemar Väli · Estonsko (EST)          | Erik Malmberg · Švédsko (SWE)                               | Gerolamo Quaglia · Itálie (ITA)            | Gerolamo Quaglia · Itálie (ITA)            |
| 1932 Los Angeles      | −61 kg | Giovanni Gozzi · Itálie (ITA)           | Wolfgang Ehrl · Německo (GER)                               | Lauri Koskela · Finsko (FIN)               | Lauri Koskela · Finsko (FIN)               |
| 1936 Berlín           | −61 kg | Yaşar Erkan · Turecko (TUR)             | Aarne Reini · Finsko (FIN)                                  | Einar Karlsson · Švédsko (SWE)             | Einar Karlsson · Švédsko (SWE)             |
| 1948 Londýn           | −61 kg | Mehmet Oktav · Turecko (TUR)            | Olle Anderberg · Švédsko (SWE)                              | Ferenc Tóth · Maďarsko (HUN)               | Ferenc Tóth · Maďarsko (HUN)               |
| 1952 Helsinky         | −61 kg | Jakiv Punkin · Sovětský svaz (URS)      | Imre Polyák · Maďarsko (HUN)                                | Abdel Al-Rashid · Egypt (EGY)              | Abdel Al-Rashid · Egypt (EGY)              |
| 1956 Melbourne        | −61 kg | Rauno Mäkinen · Finsko (FIN)            | Imre Polyák · Maďarsko (HUN)                                | Roman Dzneladze · Sovětský svaz (URS)      | Roman Dzneladze · Sovětský svaz (URS)      |
| 1960 Řím              | −61 kg | Müzahir Sille · Turecko (TUR)           | Imre Polyák · Maďarsko (HUN)                                | Konstantin Vyrupajev · Sovětský svaz (URS) | Konstantin Vyrupajev · Sovětský svaz (URS) |
| 1964 Tokio            | −63 kg | Imre Polyák · Maďarsko (HUN)            | Roman Rurua · Sovětský svaz (URS)                           | Branislav Martinović · Jugoslávie (YUG)    | Branislav Martinović · Jugoslávie (YUG)    |
| 1968 Ciudad de México | −63 kg | Roman Rurua · Sovětský svaz (URS)       | Hideo Fujimoto · Japonsko (JPN)                             | Simion Popescu · Rumunsko (ROU)            | Simion Popescu · Rumunsko (ROU)            |
| 1972 Mnichov          | −62 kg | Georgi Markov · Bulharsko (BUL)         | Heinz-Helmut Wehling · Německá demokratická republika (GDR) | Kazimierz Lipień · Polsko (POL)            | Kazimierz Lipień · Polsko (POL)            |
| 1976 Montréal         | −62 kg | Kazimierz Lipień · Polsko (POL)         | Nelson Davydyan · Sovětský svaz (URS)                       | László Réczi · Maďarsko (HUN)              | László Réczi · Maďarsko (HUN)              |
| 1980 Moskva           | −62 kg | Stelios Myjakis · Řecko (GRE)           | István Tóth · Maďarsko (HUN)                                | Boris Kramarenko · Sovětský svaz (URS)     | Boris Kramarenko · Sovětský svaz (URS)     |
| 1984 Los Angeles      | −62 kg | Kim Won-ki · Jižní Korea (KOR)          | Kent-Olle Johansson · Švédsko (SWE)                         | Hugo Dietsche · Švýcarsko (SUI)            | Hugo Dietsche · Švýcarsko (SUI)            |
| 1988 Soul             | −62 kg | Kamandar Madžidov · Sovětský svaz (URS) | Živko Vangelov · Bulharsko (BUL)                            | An Te-hjon · Jižní Korea (KOR)             | An Te-hjon · Jižní Korea (KOR)             |
| 1992 Barcelona        | −62 kg | Mehmet Âkif Pirim · Turecko (TUR)       | Sergej Martynov · Sjednocený tým (EUN)                      | Juan Marén · Kuba (CUB)                    | Juan Marén · Kuba (CUB)                    |
| 1996 Atlanta          | −62 kg | Włodzimierz Zawadzki · Polsko (POL)     | Juan Marén · Kuba (CUB)                                     | Mehmet Âkif Pirim · Turecko (TUR)          | Mehmet Âkif Pirim · Turecko (TUR)          |
| 2000 Sydney           | −63 kg | Varteres Samurgašev · Rusko (RUS)       | Juan Marén · Kuba (CUB)                                     | Akaki Chachua · Gruzie (GEO)               | Akaki Chachua · Gruzie (GEO)               |
| 2004 Athény           | −60 kg | Jung Ji-Hyun · Jižní Korea (KOR)        | Roberto Monzón · Kuba (CUB)                                 | Armen Nazarjan · Bulharsko (BUL)           | Armen Nazarjan · Bulharsko (BUL)           |
| 2008 Peking           | −60 kg | Islambek Albijev · Rusko (RUS)          | Vitali Rahimov · Ázerbájdžán (AZE)                          | Nurbakyt Tengizbayev · Kazachstán (KAZ)    | Ruslan Tumenbaev · Kyrgyzstán (KGZ)        |
| 2012 Londýn           | −60 kg | Omíd Naurózí · Írán (IRI)               | Revaz Lashkhi · Gruzie (GEO)                                | Zaur Kuramagomedov · Rusko (RUS)           | Ryutaro Matsumoto · Japonsko (JPN)         |

### Lehká těžká váha
|                       | Limit    | Zlato                                       | Stříbro                                                      | Bronz                                        | Bronz |
| --------------------- | -------- | ------------------------------------------- | ------------------------------------------------------------ | -------------------------------------------- | ----- |
| 1908 Londýn           | –93 kg   | Verner Weckman · Finsko (FIN)               | Yrjö Saarela · Finsko (FIN)                                  | Carl Jensen · Dánsko (DEN)                   |       |
| 1912 Stockholm        | −82,5 kg | nebyla udělena                              | Anders Ahlgren · Švédsko (SWE) · Béla Varga · Maďarsko (HUN) | Ivar Böhling · Finsko (FIN)                  |       |
| 1920 Antverpy         | −82,5 kg | Claes Johansson · Švédsko (SWE)             | Edil Rosenqvist · Finsko (FIN)                               | Johannes Eriksen · Dánsko (DEN)              |       |
| 1924 Paříž            | −82,5 kg | Carl Westergren · Švédsko (SWE)             | Rudolf Svensson · Švédsko (SWE)                              | Onni Pellinen · Finsko (FIN)                 |       |
| 1928 Amsterdam        | −82,5 kg | Ibrahim Moustafa · Egypt (EGY)              | Adolf Rieger · Německo (GER)                                 | Onni Pellinen · Finsko (FIN)                 |       |
| 1932 Los Angeles      | −87 kg   | Rudolf Svensson · Švédsko (SWE)             | Onni Pellinen · Finsko (FIN)                                 | Mario Gruppioni · Itálie (ITA)               |       |
| 1936 Berlín           | −87 kg   | Axel Cadier · Švédsko (SWE)                 | Edwins Bietags · Lotyšsko (LAT)                              | Ago Neo · Estonsko (EST)                     |       |
| 1948 Londýn           | −87 kg   | Karl-Erik Nilsson · Švédsko (SWE)           | Kelpo Gröndahl · Finsko (FIN)                                | Ibrahim Orabi · Egypt (EGY)                  |       |
| 1952 Helsinky         | −87 kg   | Kelpo Gröndahl · Finsko (FIN)               | Šalva Čichladze · Sovětský svaz (URS)                        | Karl-Erik Nilsson · Švédsko (SWE)            |       |
| 1956 Melbourne        | −87 kg   | Valentin Nikolajev · Sovětský svaz (URS)    | Petko Sirakov · Bulharsko (BUL)                              | Karl-Erik Nilsson · Švédsko (SWE)            |       |
| 1960 Řím              | −87 kg   | Tevfik Kış · Turecko (TUR)                  | Krali Bimbalov · Bulharsko (BUL)                             | Givi Kartozija · Sovětský svaz (URS)         |       |
| 1964 Tokio            | –97 kg   | Bojan Radev · Bulharsko (BUL)               | Pelle Svensson · Švédsko (SWE)                               | Heinz Kiehl · Tým sjednoceného Německa (EUA) |       |
| 1968 Ciudad de México | –97 kg   | Bojan Radev · Bulharsko (BUL)               | Nikolaj Jakovenko · Sovětský svaz (URS)                      | Nicolae Martinescu · Rumunsko (ROU)          |       |
| 1972 Mnichov          | –90 kg   | Valerij Rezancev · Sovětský svaz (URS)      | Josip Čorak · Jugoslávie (YUG)                               | Czesław Kwieciński · Polsko (POL)            |       |
| 1976 Montréal         | –90 kg   | Valerij Rezancev · Sovětský svaz (URS)      | Stojan Nikolov · Bulharsko (BUL)                             | Czesław Kwieciński · Polsko (POL)            |       |
| 1980 Moskva           | –90 kg   | Norbert Növényi · Maďarsko (HUN)            | Igor Kanygin · Sovětský svaz (URS)                           | Petre Dicu · Rumunsko (ROU)                  |       |
| 1984 Los Angeles      | –90 kg   | Steve Fraser · Spojené státy americké (USA) | Ilie Matei · Rumunsko (ROU)                                  | Frank Andersson · Švédsko (SWE)              |       |
| 1988 Soul             | –90 kg   | Atanas Komšev · Bulharsko (BUL)             | Harri Koskela · Finsko (FIN)                                 | Vladimir Popov · Sovětský svaz (URS)         |       |
| 1992 Barcelona        | –90 kg   | Maik Bullmann · Německo (GER)               | Hakkı Başar · Turecko (TUR)                                  | Georgi Koguašvili · Sjednocený tým (EUN)     |       |
| 1996 Atlanta          | –90 kg   | Vjačeslav Olijnyk · Ukrajina (UKR)          | Jacek Fafiński · Polsko (POL)                                | Maik Bullmann · Německo (GER)                |       |

### Bez omezení
|             | Zlato                          | Stříbro                       | Bronz                                 |
| ----------- | ------------------------------ | ----------------------------- | ------------------------------------- |
| 1896 Athény | Carl Schuhmann · Německo (GER) | Georgios Tsitas · Řecko (GRE) | Stephanos Christopoulos · Řecko (GRE) |